# Dragon Blade
Pour plus de détails, voir Fiche technique et Distribution.
Dragon Blade (天將雄師, Tian jiang xiong shi) est un film sino-hongkongais, écrit et réalisée par Daniel Lee.
Le film, qui réunit trois stars internationales, a connu un grand succès commercial en Chine. Il s'agit d'un film avec des milliers de figurants et des batailles spectaculaires.

## Synopsis
En 48 av. J.-C., Tiberius, un chef romain corrompu, s'attaque à la Route de la Soie avec une armée gigantesque. Huo An, qui commande un bataillon de soldats aguerris, veut protéger son pays, la Chine. Il s'allie avec une légion d'élite romaine, la Légion des Aigles Noirs, une armée de déserteurs conduite par le général romain Lucius. Afin de contrer l'armée pléthorique de Tiberius, Huo An organise aussi la réunification de 36 ethnies qu'il rallie à sa cause.

## Fiche technique
- Titre international : Dragon Blade
- Titre original : 天將雄師 (Tian jiang xiong shi)
- Réalisation et scénario : Daniel Lee
- Direction artistique : Jia Neng Huang
- Photographie : Tony Cheung
- Montage : Yau Chi Wai
- Musique : Henry Lai
- Production : Jackie Chan et Susanna Tsang
- Sociétés de production : Sparkle Roll Media, Huayi Brothers Media, Shanghai Film Group, Home Media and Entertainment Fund, Tencent Video, China Film and TV Capital, Visualizer Film Company et Jackie and JJ Productions
- Sociétés de distribution :

Mondial : Golden Network Asia
États-Unis : Lions Gate Film et Grindstone Entertainment Group
France : Studiocanal
- Pays d'origine :  Chine,  Hong Kong
- Langues originales : mandarin, anglais
- Format : couleur - 2,35:1 - son Dolby Digital
- Budget : 65 000 000 $
- Genre : Film de guerre
- Durée : 127 minutes
- Dates de sortie[1] :

Chine : 19 février 2015
Hong Kong : 12 mars 2015
États-Unis : 4 septembre 2015
France : 9 février 2016 (sorti directement en DVD et Blu-ray)

## Distribution
- Jackie Chan (VF : William Coryn) : Huo An
- John Cusack (VF : Jérôme Rebbot) : Général Lucius
- Adrien Brody (VF : Adrien Antoine) : Tiberius
- SiWon Choi (VF : Damien Le Délézir) : Yin Po
- Peng Lin (en) : Lune Froide (Cold Moon dans la version anglophone, francisé aussi dans les sous-titres français)
- Mika Wang : Xin Qing
- Feng Shaofeng : Général Huo Qubing
- Sharni Vinson : Dame Crassus
- Lorie Pester (VF : elle-même) : Reine Parthe
- Jozef Waite (VF : Samuel Legay) : Publius
- Ned Bellamy : Octavius
- Paul Philip Clark (VF : Tangi Daniel) : Général Doramis
- David Peck (VF : Gwen Hamon) : Agrippa
- Scotty Robert Cox (VF : Christophe Seugnet) : Falco

## Autour du film
Le film a rapporté 120 millions de dollars US rien que sur le territoire chinois.
L'accueil des critiques a été mitigé : certains ont salué le côté grandiose des batailles, d'autres ont vivement critiqué le scénario, notamment pour ses illogismes.[réf. nécessaire]
Jackie Chan l'a présenté en avant-première européenne le 17 juin 2016 au Mans.